# Intelsat 903
Intelsat 903 (ang. International Telecommunications Satellite) – satelita telekomunikacyjny należący do operatora Intelsat, międzynarodowego giganta w tej dziedzinie, który od 1965 roku wyniósł na orbitę przeszło 80 satelitów.
Intelsat 903 został wyniesiony 30 marca 2002.
Znajduje się na orbicie geostacjonarnej (nad równikiem), na pozycji 34,5 stopnia długości geograficznej zachodniej.
Nadaje sygnał stacji telewizyjnych (pasmo C i Ku), przekazy telewizyjne oraz dane (dostęp do Internetu) w kilku słabych wiązkach do odbiorców głównie Europie oraz Afryce, a nawet (częściowo) w Ameryce Północnej, Południowej i na Grenlandii.
Z satelity Intelsat 903 można m.in. odbierać kodowany przekaz kanałów France Télévisions.